# Грабівниця
Гра́бівниця — село в Україні, у Самбірському районі Львівської області. Населення становить 330 осіб.

## Загальні відомості
Історична дата заснування 1441 рік. Село було засноване під час навали татарського війська яке стояло в селі Передільниця на відстані 4-5 км, та в селі Библо близько 10 км. Люди змушені були тікати від татар у ліси, один із таких лісів був грабовим. Святкування дня села — 14 листопада на День св. Безсрібників і чудотворців Косми і Дем'яна. Територія населеного пункту 673,3 га, під забудову та присадибні ділянки 24,15 га, орна земля 58,65 га, пасовища 22 га, громадські ліси 18,4 га.
Відстань до районного центру становить 33 км, до пожежної частини - 5 км, лікарні - 3 км, до місцевої ради - 3 км, до обласного центру - 120 км, дороги з твердим покриттям - 2 км, газифікація населеного пункту становить 80%. У селі один магазин, ФАП, початкова школа, розрахована на 50 учнів, народний дім на 72 місця.
З південного заходу знаходилося село Пінческа, з півночі знаходилося хутір яких був знищений радянськими солдатами в часи Другої світової війни в 1946 році, а заможні мешканці виселені в Сибір. У 70-х на території села проводився видобуток нафти, проте так як поклади були замалі або знаходились на великій глибині, видобуток призупинили. На початку 90-х, за неофіційними даними у свердловину, яка залишилася на місці видобутку, зливали ракетне паливо. Місцеві жителі намагалися перешкодити військовим, та не допускали транспорт на гору, яку називають Юрієм.
В 1944 році на території села знаходилися великі військові склади Радянської армії. Після контратаки диверсійної групи німецької армії військові склади були знешкоджені. Здетоновані снаряди розліталися на багато кілометрів та до сьогоднішнього часу можна там побачити розірвані великих розмірів снаряди. На місці цих складів у 50-х роках був заснований "колгосп", який протримався до початку 90-х років. З початку в колгоспі вирощували овець, пізніше - корів.

## Храм
У 1507 році село мало окрему парафію, яка була приєднана до Передільниці 1788 року (за даними деяких шематизмів 1810 року).
Сучасна церква святих безсрібників Косми і Дем'яна побудована у 1824 році. До ремонту, який відбувся у ХІХ столітті, церква складалася з великої квадратової у плані нави, накритої пірамідальним дахом з маківкою, вужчих бабинця та вівтаря, накритих відповідно три і двосхилими дахами.
Після розбудови церква стала дводільною безверхою будівлею. Зруб нави та бабинця об'єднаний під спільним чотирьохсхилим дахом, гребінь на восьмибічній вежі вінчає маківка. Зі сходу прилягає вужчий вівтар, до якого з півдня прибудована ризниця. Будівля оточена піддашшям, яке біля південної стіни нави переходить в опасання на стовпах. Під опасанням є бічний вхід до нави (головний — у західній стіні бабинця). Стіни суцільно оббиті пластиковою вагонкою, двері та вікна також пластикові.
Дерев'яна квадратна у плані двоярусна дзвіниця накрита пірамідальним дахом, не ремонтована.
Церква у радянські часи з 1955 по 1989 роки була зачинена, відправи протягом цього часу відбувалися безпосередньо перед входом у храм. Зараз належить парафії ПЦУ. Настоятель прот. Василь Віщун.
На території села знаходиться також діючий грекокатолицький костел. Ніколи мешканці села між собою на підґрунті віри не воювали.